# Gotthard Heinrici
Pour les articles homonymes, voir Heinrici.
Gotthard Heinrici est un général allemand de la Seconde Guerre mondiale, né le 25 décembre 1886 à Gumbinnen et mort le 13 décembre 1971 à Waiblingen.
Il a tenu, durant tout le conflit, un journal dans lequel il a relaté de façon vivante ce dont il a été témoin.

## Vie personnelle
Il y a peu de détails au sujet de la vie personnelle de Heinrici : fils d'un pasteur protestant à Gumbinnen, en Prusse-Orientale, Heinrici est né le jour de Noël 1886, il est cousin avec Gerd von Rundstedt ; il se marie à Gertrud Heinrici, à moitié juive. Dans les années 1930, sa famille reçoit un certificat de sang allemand de Hitler lui-même[réf. souhaitée].
Les Heinrici ont deux enfants : une fille et un garçon.
Heinrici est impopulaire au sein de la hiérarchie nazie en raison de son protestantisme pratiquant ; de plus, il refuse de rejoindre le parti nazi[réf. souhaitée].
Militaire de carrière, il fréquente essentiellement ses collègues militaires, aussi bien de façon professionnelle que personnelle. Il reçoit de ses officiers le surnom de Unser Giftzwerg, « notre nabot toxique », en raison de ses réussites dans les opérations défensives et de sa ténacité.

## Carrière militaire
La famille de Heinrici compte des soldats depuis le XIIe siècle et Gotthard Heinrici a continué la tradition en rejoignant le 95e régiment d'infanterie (de) le 8 mars 1905 à l'âge de 19 ans. Il voit les combats de près sur les fronts orientaux et occidentaux durant la Première Guerre mondiale et y gagne de nombreuses récompenses, y compris l'Insigne des blessés en noir pour avoir été blessé au combat et la 2e et 1re classes de la croix de fer respectivement en 1914 et 1915. Heinrici participe notamment à la bataille de Tannenberg.
Parfait exemple de « l'officier prussien traditionnel », il se présente en 1945 comme le « vieux combattant » et porte toujours une pelisse en peau de mouton,. Décrivant Heinrici lors d'une réunion dans le bunker de Hitler en 1945, l'un de ses adjoints, le colonel Eismann, écrit : « Tous [ Martin Bormann, Keitel, Jodl, Dönitz, Burgdorf ] nous accueillirent à grands cris. En les voyant, je me sentis très fier de mon chef. Avec sa froideur coutumière, son air sérieux, son ton mesuré, il était, de la tête aux pieds, un soldat perdu au milieu de bouffons de cour. »

## L'entre-deux-guerres
Il s'engage dans la Reichswehr dès 1919 où il est rapidement muté dans une école de guerre ; il y enseigne la tactique d'infanterie.
Il est un adversaire déclaré de la république de Weimar et soutient le putsch de Kapp. Dès février 1933, peu de temps après l'arrivée au pouvoir d'Adolf Hitler, il nourrit l'espoir « que l'on parviendra enfin à sortir de la cochonnerie marxiste juive » et approuve l'expulsion des Juifs de la fonction publique.

## La Seconde Guerre mondiale
Heinrici sert durant toute la Seconde Guerre mondiale sur les deux fronts. Il y gagne la réputation d'un des meilleurs tacticiens défensifs de la Wehrmacht et est renommé pour sa ténacité.

### Campagne de France
Pendant le Blitzkrieg au cours de la bataille de France, Heinrici commande le 12e corps. Le 12 mai 1940, il attaque les 82e (général Armingeat) et 11e (général Arlabosse) divisions d'infanterie françaises, entre Sarreguemines et Merlebach. Il réussit à percer la ligne Maginot le 14 juin 1940. Le 17 juin, il est nommé à la tête du 43e corps d'armée.
Atteignant Lyon le 19 juin, il est temporairement gouverneur militaire de la ville, avant de se replier au-delà de la ligne de démarcation selon les termes de la convention d'armistice.

### Campagne contre l'Union soviétique
Au début de l'opération Barbarossa en juin 1941, Heinrici est toujours à la tête du 43e corps d'armée, intégrée dans la 2e armée de panzers placée sous les ordres de Guderian. Pour ses faits d’armes, on lui attribue la croix de chevalier de la croix de fer le 18 septembre.
Le 22 décembre, après la contre-offensive soviétique, il note dans son journal : « la retraite dans la neige et la glace est tout à fait napoléonienne ; [...] l'état de la troupe est lamentable ».
Le 26 janvier 1942, Heinrici est placé à la tête de la 4e armée, faisant directement face à Moscou. Il tient dix semaines, ses forces étant largement dépassées en nombre (parfois à 12 contre 1). Là, il développe une de ses tactiques les plus caractéristiques : il évacue ses troupes de la ligne de front avant la préparation d'artillerie puis il les redéploie indemnes après la fin du barrage d'artillerie.
Il exerce le commandement de la 4e armée jusqu'au 4 juin 1944 puis, le 15 août, il est appelé à la rescousse de la 1re armée de panzers, alors malmenée en Slovaquie. À ce poste, il contient sans difficulté le 4e front ukrainien. Il bat en retraite en Tchécoslovaquie, mais combat avec tellement de ténacité que, le 3 mars 1945, on attribue les glaives à sa croix de chevalier de la croix de fer.

### Le groupe d'armées Vistule
Le 20 mars 1945, à la demande de Guderian, Heinrici remplace Himmler au commandement du groupe d'armées Vistule, chargé de défendre le Grand Berlin contre l'offensive soviétique lancée à partir de la rive occidentale de l'Oder. Rapidement, sa clairvoyance lui permet de localiser l'axe principal de la poussée soviétique en direction de Berlin et il alloue la majeure partie des effectifs à sa disposition à la 9e armée, chargée d'arrêter les pointes soviétiques.
Convoqué par Hitler le 6 avril pour exposer précisément ses préparatifs défensifs,, il doit non seulement voir ses exigences refusées par Hitler, mais aussi affronter les objections de Hitler et de ses proches aux remarques qu'il formule à propos  des capacités réelles de son groupe d'armées.
Rapidement cependant, le nouveau commandant obtient la fin des attaques meurtrières contre des positions soviétiques sans cesse renforcées au fil des jours. Dans le même temps, il réorganise le dispositif défensif du groupe d'armées, octroyant 74 000 soldats à la 9e armée, afin d'obliger les Soviétiques à une guerre d'usure meurtrière pour les attaquants.
Approché par Speer pour participer à une tentative d'assassinat de Hitler, il décline la proposition : comme tout général de la Wehrmacht, il a prêté un serment d'allégeance à Hitler, commandant en chef dont l’assassinat pourrait être apparenté à un « coup de poignard dans le dos » ; en tant que chrétien, il doit de plus se conformer à l'interdit de tuer son prochain, en dehors d’opérations militaires régulières.
Le 16 avril, un million et demi de soldats soviétiques déferlent sur les positions de Heinrici le long des fleuves Oder et Neisse. Sans illusion sur ses chances de succès, Heinrici met en pratique sa tactique de retrait dans les collines puis de retour aux positions après les bombardements d’artillerie, mais les troupes soviétiques sont trop nombreuses et trop puissantes. En trois jours, malgré une vive résistance sur les hauteurs de Seelow, les lignes de Heinrici sont enfoncées. 
Dans les jours suivants, les plans de Hitler prévoyaient que les 9e et 12e armées devaient remonter vers nord, et faire jonction avec le groupe d'armées de Steiner. Le but était de bloquer l'offensive russe et protéger Berlin. Mais Heinrici constatait que la 12e n'était plus en état de combattre et que Steiner ne lançait pas d'offensive, manquant de ressources pour atteindre Spandau et n'ayant pas l'intention de lancer ses troupes hétéroclites dans la bataille. C'est en tout cas le sentiment d'Heinrici après sa rencontre avec Steiner et Jodl à Neissenheide, le 25 avril.  Heinrici tenait malgré tout à cette offensive, dans le but de dégager la 3e armée blindée de Manteuffel, menacée d'encerclement, et de permettre à celle-ci de rejoindre l'Elbe. Quelques heures plus tard, Manteuffel évacue Stettin en direction du Mecklembourg, malgré les ordres de Hitler, et avec l'approbation de Heinrici, qui fait aussi prévenir l'OKW. Heinrici avertit alors son état-major de sa décision de ne plus exposer inutilement ses soldats et d'attendre la capitulation en permettant à un maximum de soldats de rejoindre la zone anglo-américaine. 

### Disgrâce
Le QG de l'OKW reçoit finalement l'information de la retraite des troupes d'Heinrici. Keitel puis Jodl l'appellent pour l'accuser d'insubordination et le convoquer au quartier général de l'OKW. Convaincu par son entourage qu'il pourrait subir le même sort que Rommel, Heinrici ne répond pas à la convocation.
Le 28 avril, Keitel, chef du OKW en inspection, constate la retraite de la 3e Panzerarmee de Manteuffel. Il organise une rencontre avec Heinrici et Manteuffel au croisement de deux routes. Selon les récits, Keitel était dans une colère noire. Il souhaite que l'armée Heinrici poursuive la guerre dans le nord du Reich. Heinrici refuse. Manteuffel témoigne qu'il a eu peur que Keitel s'en prenne physiquement à Heinrici, lorsque ce dernier lui a dit qu'il n'avait qu'à prendre lui-même le commandement de la troupe. 
Keitel relève Heinrici de son commandement et lui ordonne de rejoindre son QG. Il souhaite nommer Hasso von Manteuffel à sa place, mais ce dernier refuse. Après le départ de Keitel, le général Müller-Hillebrand et plusieurs membres de son état-major sortent des bois, armes en main. Ils avaient pensé que les deux généraux étaient en danger et s'étaient préparés à les protéger en cas de besoin. 
Finalement, Heinrici est capturé par les forces britanniques le 28 avril 1945.

### Opposant à la politique de terre brûlée
Heinrici avait été victime des gaz de combat pendant la Première Guerre mondiale et, vers la fin de 1943, Hermann Göring le place dans une maison de convalescence à Karlovy Vary au motif de « mauvaise santé ». Il s'agit en fait d’une sanction pour avoir refusé de mettre le feu à la ville russe de Smolensk selon les principes de la politique nazie de la « terre brûlée », ce lors de l'évacuation de la ville : tout au long de la guerre, Heinrici a été opposé à cette politique prônée par Hitler selon laquelle tout devait être détruit pour ne pas tomber aux mains de l'ennemi.
À l'été 1944, après huit mois de repos imposé[réf. souhaitée], il est placé aux commandes de la 1re armée de panzers et de la 1re armée hongroise en Hongrie.
Heinrici soutient aussi le ministre de l'Armement Albert Speer lorsqu'il souhaite sauvegarder Berlin de la destruction totale. Quand il est brièvement nommé responsable de la défense de Berlin, le premier ordre de Heinrici est de faire en sorte que « rien ne soit volontairement détruit ».

## L'après guerre
Heinrici est envoyé à Island Farm au Pays de Galles où il est détenu jusqu'au 19 mai 1948.
Durant cette période, il expose aux Britanniques sa vision de la stratégie allemande en mars et avril 1945 : « tenir à l'Est, ouvrir à l'Ouest ».
Après la guerre, les écrits et les lettres du journal intime de Heinrici sont rassemblés dans un livre intitulé Morals and behaviour here are like those in the Thirty Years’ War en français : « La moralité et les comportements sont ici ceux de la guerre de Trente Ans ».
Il meurt en 1971, à proximité de Stuttgart, âgé de 84 ans.

## Décorations
- Croix de fer de 2e classe (1914) : 27 septembre 1914.
- Croix de fer de 1re classe (1914) : 24 juillet 1915.
- Croix de chevalier avec épées, dans l’ordre de la maison royale de Hohenzollern : 9 août 1918.
- Croix de guerre de Charles-Édouard de Saxe-Cobourg-Gotha.
- Médaille de Charles-Édouard de Saxe-Cobourg-Gotha de 2e classe avec épées et date.
- Chevalier de 2e classe avec épées de l’ordre de la Vigilance de la maison de Saxe-Weimar-Eisenach, ou ordre du Faucon blanc.
- Chevalier de 2e classe avec épées de l’ordre de la Maison Ernestine de Saxe.
- Croix d’honneur Reuß, 3e classe avec épées.
- Croix d’honneur de Schwarzburg, 3e classe avec épées.
- Croix hanséatique de Hambourg.
- Croix d’honneur des combattants de 1914-1918.
- Croix du mérite militaire autrichien, 3e classe avec décorations de guerre.
- Médaille du service de longue durée dans les forces armées, 2e classe (médaille des 12 ans de service).
- Médaille du service de longue durée dans les forces armées, 1re classe (croix des 25 ans de service).
- Barrette de 1939 pour la croix de fer prussienne de 2e classe (1914) : 13 mai 1940.
- Barrette de 1939 pour la croix de fer prussienne (1914) : 16 mai 1940.
- Médaille pour la campagne d’hiver en Russie, 1941-1942.
- Croix de chevalier de la croix de fer avec feuilles de chêne et glaives :
  - croix de chevalier de la croix de fer : 18 septembre 1941, en tant que General der Infanterie, commandant du 43e corps d’armée sur le front de l’Est ;
  - 333e feuilles de chêne le 24 novembre 1943, en tant que Generaloberst, commandant en chef de la 4e armée sur le front de l’Est ;
  - 136e glaives le 3 mars 1945.

## Résumé de sa carrière militaire
Entre parenthèses, sont mentionnés les grades équivalents en France.
- Fahnenjunker (élève-officier), le 19 juillet 1905
- Fähnrich (aspirant), 19 décembre 1905
- Leutnant (sous-lieutenant), le 18 août 1906
- Oberleutnant (lieutenant), le 17 février 1914
- Hauptmann (capitaine), le 18 juin 1915
- Major (commandant), le 1er février 1926
- Oberstleutnant (lieutenant-colonel), le 1er août 1930
- Oberst (colonel), le 1er mars 1933
- Generalmajor (général de brigade), le 1er janvier 1936
- Generalleutnant (général de division), le 1er mars 1938
- General der Infanterie (général de corps d’armée), le 1er juin 1940
- Generaloberst (général d’armée), le 30 janvier 1943